# Barringtonia
Barringtonia es un género con  especies de árboles perteneciente a la familia Lecythidaceae. Comprende 171 especies.

## Especies seleccionadas
- Barringtonia acutangula (L.) Gaertn.
- Barringtonia asiatica (L.) Kurz - Bonete de clérigo[2]
- Barringtonia calyptrata (R.Br. ex Miers) R.Br. ex F.M.Bailey
- Barringtonia payensiana Whitmore
- Barringtonia procera (Miers) R.Knuth
- Barringtonia racemosa (L.) Spreng.
- Barringtonia reticulata (Blume) Miq.
- Barringtonia samoensis A.Gray